# چولپان (شهرستان بیژبولیاکسکی، باشقیرستان)
چولپان (انگلیسی: Chulpan, Bizhbulyaksky District, Republic of Bashkortostan) یک شهرک در شهرستان بیژبولیاکسکی باشقیرستان کشور روسیه است.